# أندريا كايزر
أندريا كايزر (بالألمانية: Andrea Kaiser)‏ هي مقدمة تلفزيونية ألمانية، ولدت في 13 فبراير 1982 في ميونخ في ألمانيا.

## وصلات خارجية
- أندريا كايزر على موقع IMDb (الإنجليزية)